# Frans braille
Frans braille is het oorspronkelijke, eerste alfabet in braille.
De volgorde in Frans braille is de basis geworden van het unified international braille, dat de conventie is voor de meeste braillealfabetten in de wereld. Niettemin zijn er slechts 25 basisletters uit het Franse alfabet plus de "w" in internationaal gebruik geraakt; de overige letters zijn grotendeels beperkt gebleven tot het gebruik in het Franse braille.

## Letters
De letters, gesorteerd per tiental in alfanumerieke volgorde, zijn als volgt:
| a | b | c | d | e | f | g | h | i | j |
| k | l | m | n | o | p | q | r | s | t |
| u | v | x | y | z | ç | é | à | è | ù |
| â | ê | î | ô | û | ë | ï | ü | œ | w |